# Kölzin
Kölzin é um município da Alemanha localizado no distrito de Ostvorpommern, estado de Mecklemburgo-Pomerânia Ocidental.
Pertence ao Amt de Züssow.